# Archidiocèse de Pescara-Penne
L'archidiocèse de Pescara-Penne (en latin : Archidiœcesis Piscariensis-Pinnensis ; en italien : Arcidiocesi di Pescara-Penne) est un archidiocèse métropolitain de l'Église catholique d'Italie appartenant à la région ecclésiastique d'Abruzzes-Molise.

## Territoire
Il est à cheval sur deux provinces : une partie de la province de Pescara, l'autre partie de cette province étant partagé par l'archidiocèse de Chieti-Vasto et le diocèse de Sulmona-Valva. Il se situe aussi dans une petite partie de la province de Teramo dont l'autre partie est dans le diocèse de San Benedetto del Tronto-Ripatransone-Montalto et le diocèse d'Ascoli Piceno. Il possède un territoire d'une superficie de 1 600 km2 divisé en 124 paroisses regroupées en 12 archidiaconés. L'évêché est dans la ville de Pescara où se trouve la cathédrale Saint Céthée. La cathédrale de saint Maxime de Penne est cocathédrale depuis le transfert de l'évêché de Penne à Pescara en 1949.

## Histoire
Selon la tradition, le diocèse de Penne est fondé par l'un des 72 disciples de Jésus, saint Patras, envoyé par saint Pierre pour évangéliser ces contrées. Une autre tradition rapporte que pendant la persécution de Dioclétien, les saints Maxime, Venance, Lucien et Donat sont martyrisés à Casauria, L'évêque Giraldo procède à la translation de leurs reliques dans la cathédrale de Penne en 868. Cependant, il n'y a aucune preuve historique pour soutenir ces traditions.
L'attestation du premier évêque de Penne est également incertaine. Ferdinando Ughelli et d'autres érudits locaux attribuent au diocèse l'évêque romain mentionné dans les actes du concile de Rome de 499 comme episcopus ecclesiae Pitinatium, que d'autres identifient toutefois à Pitinum ou Pettino près de l'Aquila. Selon Lanzoni (it), le diocèse de Penne date probablement d'avant le VIIe siècle mais sa chronologie épiscopale ne commence que lors de la période carolingienne, dans la première moitié du IXe siècle, avec Amadeo, destinataire d'un décret de l'empereur Lothaire Ier en 837 et qui prend part au concile romain de 844.
Entre le IXe et le Xe siècle, deux importantes abbayes bénédictines sont construites sur le territoire diocésain : l'abbaye de Saint-Clément de Casauria, construite par Louis II le Jeune en 871 et l'abbaye San Bartolomeo. Les chroniques écrites par les moines de ces deux monastères sont encore aujourd'hui les sources principales de l'histoire civile et religieuse des Abruzzes.
Le 15 mars 1252, le diocèse de Penne est uni aeque principaliter au diocèse d'Atri, érigé l'année précédente, par la bulle Licet du pape Innocent IV. Le premier évêque des deux sièges unis est Beraldo documenté de 1252 à 1263. Les deux diocèses sont immédiatement soumis au Saint-Siège. Par la bulle Super Universas du 1er juin 1526, le pape Clément VII le déclare suffragant de l'archidiocèse de Chieti, mais cette disposition est de courte durée car en 1539, le pape Paul III le rend à nouveau indépendant de la juridiction d'un archevêque à la demande de Marguerite de Parme, duchesse de Penne.
Dans la seconde moitié du XVIe siècle, deux évêques se distinguent : Jacopo Guidi (1561-1568) qui participe au concile de Trente et laisse deux journaux sur les séances conciliaires et ses interventions ; et Paolo Odescalchi (1568-1572), fondateur du séminaire en 1570 et légat du pape qui bénit les navires partant pour la bataille de Lépante. Entre 1651 et 1681, les diocèses de Penne et d'Atri connaissent une grande crise religieuse : les fidèles diminuent d'environ 20 %. Les chiffres sont si impressionnants que l'évêque Giuseppe Spinucci décide d'organiser le premier synode diocésain en 1681. Grâce à cela, en 1702, plus de 96 % des paroissiens se confesse et communie régulièrement à Pâques et à Noël.

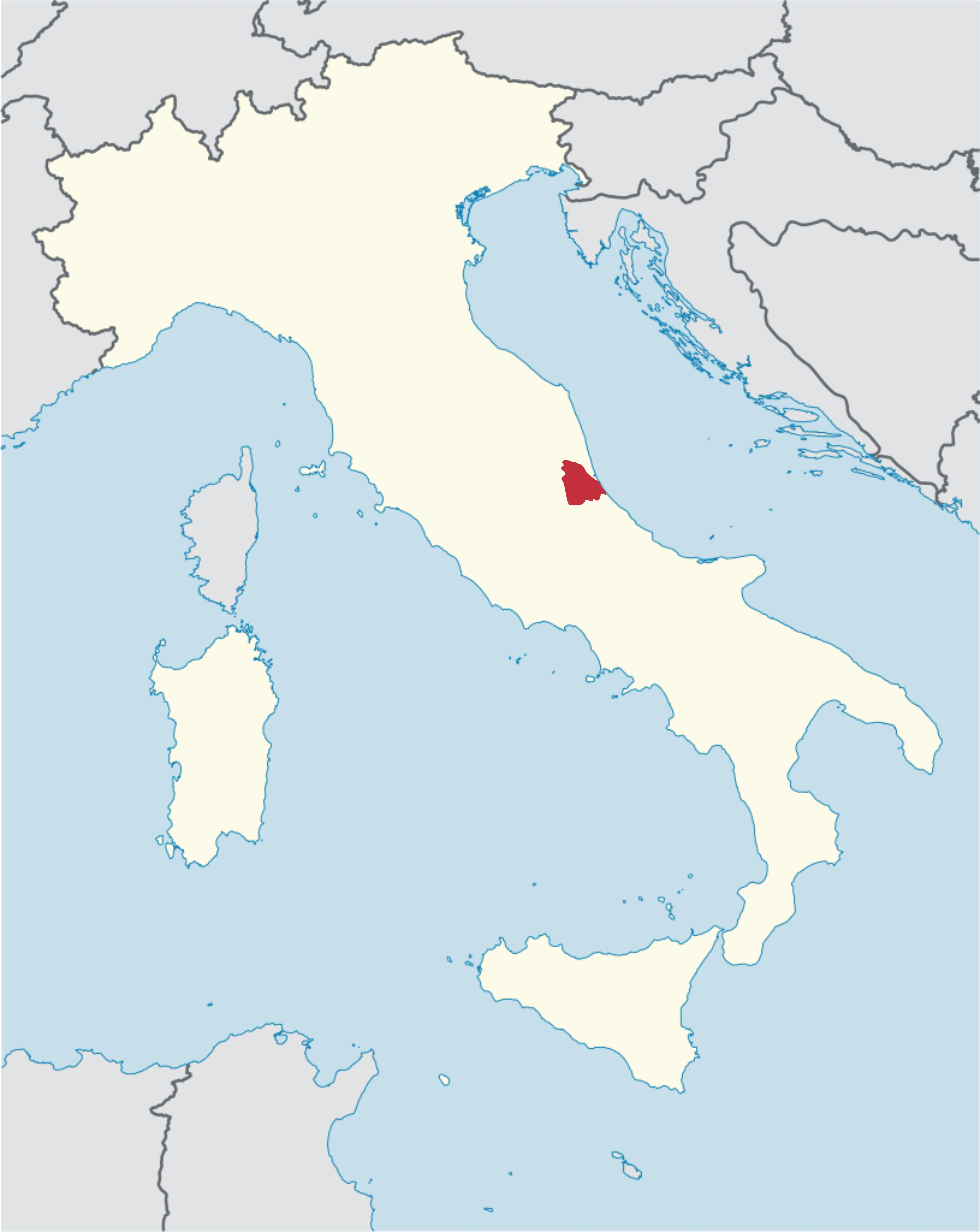
Emplacement de l'archidiocèse de Pescara-Penne en Italie.

À la suite de la fondation de la ville de Pescara en 1927, le pape Pie XII réorganise le diocèse le 1er juillet 1949 par la bulle Dioecesium circumscriptiones. L’union avec le diocèse d’Atri est dissoute et ce dernier est uni aeque principaliter au diocèse de Teramo. Le diocèse de Chieti cède cinq paroisses de la commune supprimée de Castellammare Adriatico au diocèse de Penne. Le diocèse prend le nom de diocèse de Penne-Pescara à la suite du transfert à Pescara de l'évêché, du chapitre des chanoines, et du séminaire ; enfin, la cathédrale saint Maxime de Penne devient cocathédrale du diocèse qui demeure, comme auparavant, immédiatement soumis au Saint-Siège.
Le premier évêque du nouveau diocèse est Benedetto Falcucci (1949-1959). La nouvelle cathédrale du diocèse est la cathédrale saint Céthée, construite entre 1933 et 1939. Le 24 janvier 1950, le diocèse de Penne-Pescara cède 27 communes au diocèse de Teramo. Le 21 mars 1977, le diocèse incorpore la paroisse de Villa Oliveti dans la municipalité de Rosciano qui appartenait déjà à l'abbaye du Mont-Cassin. Le 3 décembre 1952, par la lettre apostolique Augusta Dei, le pape Pie XII proclame Notre-Dame des sept Douleurs, patronne principale du diocèse, ainsi que les saints Céthée et Maxime. Du 11 au 18 septembre 1977, Pescara accueille le 19e congrès eucharistique national italien, dans lequel intervient le cardinal Giovanni Colombo en tant que légat pontifical.
Le 2 mars 1982, le diocèse est élevé au rang d'archidiocèse métropolitain par la bulle Ad maiorem du pape Jean-Paul II et prend en même temps son nom actuel. Le 31 mai 2010, la paroisse Marie Très Sainte Mère de Dieu, dans le hameau de Pretaro (municipalité de Francavilla al Mare) est agrégée à l'archidiocèse de Chieti-Vasto.

## Sources
- (it) Cet article est partiellement ou en totalité issu de l’article de Wikipédia en italien intitulé « Arcidiocesi di Pescara-Penne » (voir la liste des auteurs).
- (en) Catholic-Hierarchy

### Articles liés
- Liste des diocèses et archidiocèses d'Italie
- Église catholique en Italie